# Бездонне (озеро)
Бездонне, також Вертліно —  озеро в міському окрузі Солнечногорська Московської області, Росії. Розташоване в 4 км на північ від Солнечногорська, між селами Вертліно та Сергіївкою, на висоті 176, за іншими даними 179 метрів над рівнем моря.

## Опис
Озеро округлої форми, діаметр - близько 160 м, площа дзеркала - близько 2 га (за іншими даними діаметр - 170-180 м, площа - 2,4 га ). У описі ООПТ наводиться величина глибини озера до 4,5 м. Дослідження 2018 року показали, що у центральній частині озера глибина перевищує 6 м: в одній із точок, в яких проводилися вимірювання, було зафіксовано глибину 6,3 м. На дні – великий шар сапропелю .
Вода має коричневий відтінок, що спричинено великою кількістю торф'яних суспензій. Котловина озера була сформована в оточенні прилеглих із заходу моренних пагорбів заввишки до 15—20 м і залягає переважно зі сходу плоскої долинно-зандрової рівнини у верхній течії річки Сестри. Значну частину улоговини займають заболочені дрібнолистяні березові та чорновільні ліси. Іхтіофауна представлена звичайною щукою, срібним карасем, плотвою, річковим окунем, ротаном-голованем. Озеро є частиною державного природного заказника обласного значення «Озеро Вертліно та його улоговина».